# Medora (Illinois)
Medora – wieś w Stanach Zjednoczonych, w stanie Illinois, w hrabstwie Macoupin.